# Walter de Giusti
Walter Alfredo de Giusti (Rosario, 1962-ib., 12 de junio de 1998) fue un asesino argentino (considerado como un «asesino itinerante»), notorio por haber asesinado a las abuelas del músico Fito Páez, además de otras tres mujeres. Su apellido también se puede encontrar escrito como "Di Giusti".

## Biografía

### Juventud
De Giusti estudió en la escuela secundaria rosarina Dante Alighieri, donde conoció a Páez. En esa época De Giusti tocaba el bajo en una banda de heavy metal, mientras que Páez estudiaba piano y vivía con su padre y sus abuelas, que fungían como madres putativas, ya que la madre de Páez —la concertista de piano Margarita Zulema Ávalos — había fallecido cuando él tenía ocho meses de edad.

### Primer asesinato
La cadena de crímenes de De Giusti comenzó el 31 de octubre de 1986, cuando, teniendo 23 años y acompañado por su hermano menor Carlos Manuel De Giusti (de 18 años de edad), ingresó a una vivienda de la calle Garay 1081 de la ciudad de Rosario con la excusa de efectuar tareas de plomería. Allí asesinó a golpes y puñaladas a dos mujeres: Ángela Cristofanetti de Barroso (de 86 años) y a su hija adoptiva Noemí (de 31).

### Las abuelas de Fito Páez
Una semana después, el mediodía del 7 de noviembre de 1986, en calle Balcarce 681 de la misma ciudad, los hermanos De Giusti cometieron otro brutal crimen. En esa oportunidad balearon y acuchillaron a Belia Delia Zulema Ramírez, viuda de Páez, de 76 años (abuela paterna de Fito Páez), Josefa Páez, de 80 años (tía abuela paterna de Páez), y Fermina Godoy, de 33 años (empleada doméstica de la casa), que estaba embarazada. Se cree que De Giusti —de 24 años de edad por aquel entonces— conocía y frecuentaba la casa de sus víctimas.

### Ingreso a la policía
Un mes después, el 4 de diciembre de 1986, De Giusti ingresó como agente de policía a la subcomisaría de Pueblo Esther, ubicada 15 kilómetros al sur de Rosario.

### La investigación policial
Casi un año le llevó a la policía de Rosario descifrar los crímenes. Finalmente De Giusti fue delatado por una travesti de la zona, que lucía un collar que pertenecía a las abuelas de Páez y que declaró —ante un agente encubierto— que se lo había regalado "su novio Walter".
Al día siguiente, la policía allanó la casa de la familia De Giusti, que vivía en Güemes 2130, a siete cuadras al norte de la familia Páez (Balcarce 681). Lo primero que se encontró al entrar a la misma fue el grabador que Fito Páez le había regalado un tiempo atrás a su abuela Delia.

### El juicio
La justicia declaró culpable del quíntuple asesinato a Walter De Giusti como autor material de los hechos. Ante el juez Benjamín Ávalos, De Giusti confesó la autoría de los cinco crímenes. El 24 de agosto de 1987 el juez Ávalos lo condenó a reclusión perpetua en la cárcel de Coronda (provincia de Santa Fe). Su hermano, Carlos Manuel De Giusti, que en ese momento tenía 19 años, estuvo detenido bajo libertad condicional por su participación en el hecho. Todo ese tiempo fue seguido de cerca por la policía de Rosario por considerarlo de carácter peligroso.
Una vez recluido en la cárcel, De Giusti fue pasado a retiro obligatorio de la policía: siguió cobrando el 70 por ciento de su salario durante seis años más, hasta noviembre de 1993. Nueve años después de su reclusión perpetua, en mayo de 1996, la defensa de De Giusti pidió que se le fijara pena, y logró que la reclusión perpetua se redujera a 25 años. Luego, en agosto de 1997, requirió una conmutación y obtuvo un beneficio que le bajó la condena a 24 años y 7 meses.
Finalmente, y teniendo en cuenta que en la cárcel había contraído VIH, la defensa solicitó que De Giusti cumpliera la pena en su casa, ubicada en calle Güemes 2130 de Rosario. Tras un examen médico, los forenses le informaron al juez Lurá que el expolicía estaba prácticamente ciego. Esto fue clave para que el magistrado dispusiera el arresto domiciliario.

### Libertad y fallecimiento
Un año después, en 1998, un vecino del exjuez Benjamín Ábalos (que lo había condenado en el año 1987, y estaba ya jubilado de su cargo), le contó a éste que Walter De Giusti se paseaba por las calles de Rosario y siempre iba a un bar en la esquina noroeste de las calles San Luis y Balcarce. Ábalos consultó con el dueño del bar si era cierto que De Giusti había estado allí, y el propietario le contó que iba todos los días. Incluso dijo que el condenado se jactaba de haber cumplido la pena. También, a pesar de que De Giusti tenía el beneficio del arresto domiciliario por una supuesta ceguera, varios testigos lo habían visto manejando un automóvil Fiat 600 de color amarillo. Al verificar esta irregularidad el juez Ábalos se contactó con el juez Lurá y le contó todo.
El 19 de mayo de 1998 el Gobierno provincial sacó un decreto exonerando a De Giusti de la policía y pidió a la fiscalía que obligara a De Giusti a devolver todo el dinero cobrado. El miércoles 27 de mayo de 1998, a las 17:45, Lurá pudo comprobar que De Giusti no estaba en su casa de Güemes 2130. Es decir que había violado las normas del arresto domiciliario.
El miércoles 3 de junio de 1998 a las 12:30 del mediodía, por orden del juez Efraín Lurá, De Giusti fue ingresado en la cárcel de Rosario (en calle Zeballos) para que cumpliera su condena como correspondía. El magistrado se basó en el informe de una junta médica que dictaminó que el expolicía estaba compensado y no presentaba complicaciones previsibles tratables. Sin embargo, el lunes 8 de junio, De Giusti se descompensó, por lo que fue internado en un hospital de Granadero Baigorria (pocos kilómetros al norte de la ciudad de Rosario). El miércoles 10 de junio se lo derivó al Sanatorio Americano (de Rosario), donde falleció debido a complicaciones por el virus VIH el viernes 12 de junio de 1998.